# Senegalesischer Frauenfisch
Der Senegalesische Frauenfisch (Elops senegalensis) ist ein großer, fast einen Meter lang werdender Knochenfisch aus der Familie der Frauenfische (Elopidae), der an der westafrikanischen Küste von Mauretanien bis zur Demokratischen Republik Kongo vorkommt. Er geht auch ins Brackwasser und in Süßgewässer.

## Merkmale
Der Senegalesische Frauenfisch hat einen sehr langgestreckten Körper und wird maximal 90 cm lang, bleibt aber für gewöhnlich bei einer Länge von 60 cm. Das maximale veröffentlichte Gewicht liegt bei 5,9 kg. Die Art kann leicht mit dem Westafrikanischen Frauenfisch (Elops lacerta) verwechselt werden. Sie unterscheidet sich von Elops lacerta durch die größere Zahl von Seitenlinienschuppen (92 bis 100 gegenüber 72 bis 83) und die geringere Zahl an Kiemenrechen auf dem unteren Ast des ersten Kiemenbogens (11 bis 15 + 1 bis 2 gegenüber 17 bis 19). Von Elops saurus, zu dieser Art wurden früher alle Frauenfische gezählt, unterscheidet sich der Senegalesische Frauenfisch durch die geringere Anzahl der Wirbel (67 gegenüber 73 bis 80).

## Lebensweise
Der Senegalesische Frauenfisch kommt in flachen Küstengewässern vor und wandert in Mündungsbereiche von Flüssen, in denen die Gezeiten noch spürbar sind. Er ernährt sich von kleineren Fischen und von Garnelen und anderen kleinen Krebstieren.